# 환상곡 다단조, K. 475
《환상곡 다단조 K.475》는 1785년 5월 20일 비엔나에서 볼프강 아마데우스 모차르트가 작곡한 피아노 독주곡이다. 《피아노 소나타 다단조 K.457》과 같이 출판되었는데, 이는 모차르트의 피아노 소나타 중 유일한 것이다.
다단조로 시작하면서, 작품은 아다지오로 표시된다. 섹션 후 라장조의 부분으로 이동하고, 지속적으로 전조한다. 그런 다음 Andantino 로 표시된 B ♭ 장조의 네 번째 섹션으로 이동한 다음 G 단조에서 시작 하여 시작 테마가 C 단조의 원래 키로 돌아오기 전에 많은 키를 통해 변조 되는 più 알레그로 섹션으로 이동한다. 대부분의 음악은 조표 에 샤프나 플랫을 사용하지 않고 부수음을 B♭ 장조의 네 번째 섹션에만 조표가 표시된다.